# Argentino Galván
Argentino Liborio Galván (* 13. Juli 1913 in Chivilcoy; † 8. November 1960) war ein argentinischer Geiger, Arrangeur, Bandleader und Tangokomponist.

## Leben und Wirken
Galván gründete bereits 1931 sein erstes Sextett. Ab 1933 trat er als Violinsolist mit drei Gitarristen als Begleiter auf; später kam der Sänger Carlos Claudel hinzu. 1935 löste er diese Formation auf und ging nach Buenos Aires. Dort war er bis 1937 Geiger in den Orchestern von José Luis Padula, Alberto De Caro, Enrique Delfino (bei Radio Splendid), Juan Canaro, Florindo Sassone und Miguel Caló. Bereits in dieser Zeit entdeckte er sein Talent, Musikstücke zu arrangieren. So schrieb er für Calós Geiger Raúl Kaplún Solopassagen, in denen er seine Virtuosität auf dem Instrument beweisen konnte.
Schon bei Aníbal Troilos Debüt bei Radio Splendid arbeitete Galván als Arrangeur für ihn. Troilo selbst schätzte besonders seine Recuerdos de bohemia (1945). 1949 schrieb er das Medley Selección de tangos de Julio De Caro. Ähnliche Stücke arrangierte er auch mit Tangokompositionen Agustín Bardis und Juan Carlos Cobiáns. Diese Werke konnten allerdings nicht aufgenommen werden, die sie die Spieldauer einer 78er Schallplatte überschritten. Er arbeitete in dieser Zeit als Arrangeur auch für die Orchester Osvaldo Puglieses (Adiós Bardi, La beba), Francini-Pontiers (Tigre viejo), Osvaldo Fresedos (El día de tu ausencia) und José Bassos (Rosicler). Daneben spielte er in verschiedenen Jazzbands, darunter der Brighton Jazz Band, deren Leitung er sich mit Elvino Vardaro teilte und die seine Komposition Violinomanía aufnahm.
1948 trat Galván bei Radio El Mundo als Leiter eines fünfunddreißigköpfigen Orchesters auf. Anfang der 1950er Jahre komponierte er die Soundtracks zu mehreren argentinischen Filmen. Als Orchesterleiter begleitete er Musiker wie Oscar Alonso, Roberto Maida, Horacio Deval, Carmen Duval, Jorge Vidal, María de la Fuente, Eduardo Adrián, Raúl Berón, Virginia Luque, Roberto Quiroga, Oscar Fuentes und Ranko Fujisawa. 1956 leitete er das Orchester für das von Santiago Ayala geleitete Ballet Folklórico Argentino. Im Jahr 1958 gründete er Los Astros del Tango, ein Kammerensemble mit Elvino Vardaro, Enrique Francini, Mario Lalli, José Bragato, Julio Ahumada, Jaime Gosis und Rafael del Bagno, gelegentlich erweitert um den Geiger Simón Bajour und den Kontrabassisten Italo Bessa. Die Gruppe debütierte bei Radio Splendid und nahm beim Label Music Hall Kompositionen von Agustín Bardi, Héctor Arolas, Enrique Delfino, Anselmo Aieta, Francisco De Caro und Juan Carlos Cobián auf.
1960 nahm er das Album La Historia de la Orquesta Típica: El Tango en su Evolución Instrumental auf. Im März des Jahres trat er als Leiter des Orquesta Gigante del Tango im Cine-Teatro Ópera auf. Im November 1960 starb er während der Vorbereitungen zu einer Japantournee.

## Kompositionen
- El día de tu ausencia (mit Manuel Arcos)
- Me están sobrando las penas (mit José Basso und Carlos Bahr)
- Cafetín (mit Homero Expósito)
- Esta noche estoy de tangos (mit Homero Expósito)
- Nuestra cita (mit Agustín Delamónica)
- Sayonara